# Rozpoznanie obrazowe
Rozpoznanie obrazowe (IMINT) – (ang. imagery intelligence) rozpoznanie obrazowe, umożliwiające wytwarzanie danych na podstawie zobrazowania pochodzącego ze zdjęć fotograficznych (PHOTINT), radiolokatorów, przyrządów elektrooptycznych pracujących w podczerwieni i termowizyjnych oraz innych urządzeń.
Aby można było wykorzystać określone dane, obraz przekazany musi być czysty, czytelny i jednoznacznie przedstawiać obiekt zainteresowania – wtedy również można szukać potwierdzenia w innych źródłach lub przekazać dane do innych elementów wsparcia procesu informacyjnego.

## Polskie instytucje prowadzące IMINT
- Agencja Wywiadu
- Służba Wywiadu Wojskowego
- 12 Baza Bezzałogowych Statków Powietrznych
- Jednostka Wojskowa NIL
- Ośrodek Rozpoznania Obrazowego